# Wilton (Dacota do Norte)
Wilton é uma cidade localizada no estado norte-americano de Dacota do Norte, no Condado de Burleigh e Condado de McLean.

## Demografia
Segundo o censo norte-americano de 2000, a sua população era de 807 habitantes.
Em 2006, foi estimada uma população de 740, um decréscimo de 67 (-8.3%).

## Geografia
De acordo com o United States Census Bureau tem uma área de
1,5 km², dos quais 1,5 km² cobertos por terra e 0,0 km² cobertos por água. Wilton localiza-se a aproximadamente 662 m acima do nível do mar.

## Localidades na vizinhança
O diagrama seguinte representa as localidades num raio de 40 km ao redor de Wilton.